# 裁判官

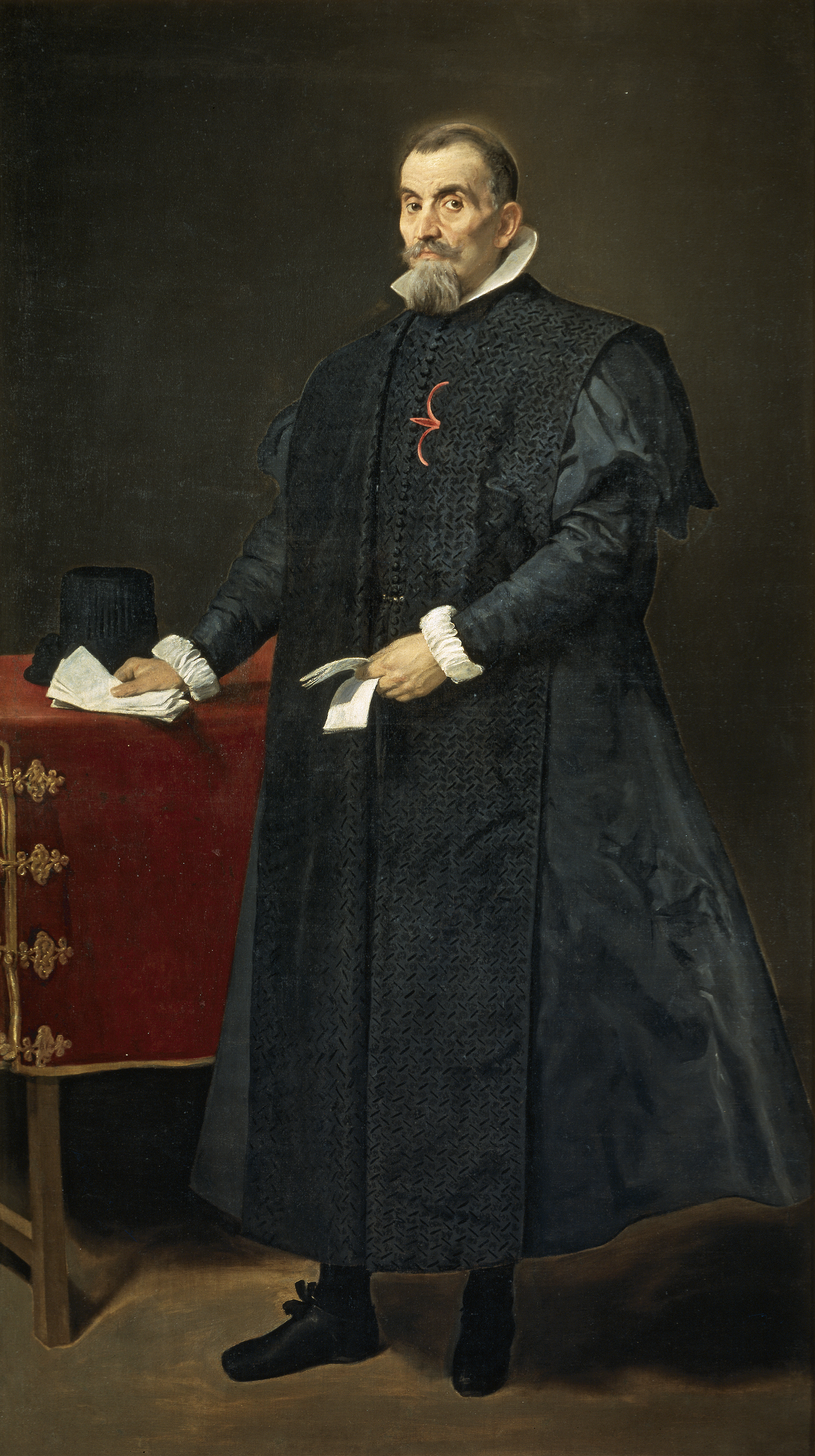
17世紀のスペインにおける法服を着た裁判官。ディエゴ・ベラスケス作。

裁判官（さいばんかん、英語: judge）とは、司法権を行使して裁判を行う官職にある者をいう。
各国の訴訟法制に応じて裁判官の職掌は定まり、陪審制を採用している国などでは事実認定について裁判官が担当しないことがあることから、裁判官を法廷における審理を主宰する者として位置づけることがより妥当な場合もある。
裁判官の心証は裁判手続きにおいてその判断に大きな意義を有しているが、多くの裁判官はそれらの手続きの際に「スジ」や「スワリ」という概念を用いており、それは裁判官集団の中から、実務を通じてその集団特有のものとして歴史的に自生してきた概念である。それは法律家集団の中でも特に裁判官集団の専門性を特徴づける。

## 歴史
古来より、さまざまな犯罪や係争が存在し、ある程度の社会が作られて以降はその紛争解決制度が必要となった。
古くは、社会構造については記録なども残されておらず、具体的な様相なども不明である。部族・民族ごとにさまざまな紛争解決方式が取られており、一律に理解することもできない。主として、「集団の中で権力を持つ者の裁定」や「神権裁判」などが行われた可能性が指摘されている。裁定を行う権力者や神託を告げる者などが裁判官の役割を果たした。
政治体制・統治機構が整うにつれ、一般的に、裁判は、王・領主・宗教者などの権力者が行うものとされ、裁判人もそれらの者、ないしはその委託を受けた者が行うようになった。

### 中世・近世西欧
前近代のヨーロッパでは裁判人（判断する者）と検察官（糾弾する者）が多くの国で分離されてもいなかったことに注意する必要がある。長い間、刑事裁判では、裁判官は「犯罪者を糾弾する者」という役割をあわせて担っていた（糾弾主義）。

### 近世日本
江戸時代は、「お白洲」に代表されるように、捜査機関である奉行所の奉行が裁判官であったりもした。奉行（特に町奉行）は現代の警察官・検察官・裁判官を兼ねた職責および権限を持っていたといえ、前近代の西欧と類似点があるともいえよう。

### イスラム教圏
イスラム教圏ではシャーリアに基づいて裁判を行う裁判官をカーディーと呼び、マレーシアやパキスタンなどのアラビア語圏以外のイスラム教圏でもカーディと呼ばれている。ムハンマドが存命だった時代から始まって2009年現在でもイスラム教国では裁判官として活動している。

### 近代
近代以降、裁判官の位置づけは大きく変更される。まず、三権分立という概念が持ち込まれることで、裁判官は、立法・行政から切り離された。また、刑事裁判の面では裁判所と検察が分離され、裁判官は「判断をする」という役割に専念することとなり、「犯罪者を糾弾する」という役割を受け持たなくなった（弾劾主義）。こういった役割分担の変更に伴い、裁判官は「極めて高度な法的知識を必要とする専門職」とされ、また、裁判の公平性を維持するために、「立法・行政からの影響を避けるための手厚い身分保障」が必要であるとされるに至った。

## 日本の裁判官
日本の裁判官は、制度の面からは、最高裁判所の裁判官と下級裁判所の裁判官に分けることができる（憲法79条、80条参照）。
いずれも、国家公務員法上、特別職の国家公務員とされている（同法2条3項13号）。内閣府男女共同参画局の発表では、2021年12月時点の裁判官は3,441人（男性76.3％、女性23.7％）となっている。
裁判官は、中立の立場で公正な裁判をするために、その良心に従い独立してその職権を行い、日本国憲法および法律にのみ拘束されると定められている（日本国憲法第76条、裁判官の職権行使の独立）。

### 最高裁判所の裁判官

#### 構成
最高裁判所の裁判官は、最高裁判所長官1人と最高裁判所判事14人で構成される（憲法79条1項、裁判所法5条1項、3項）。なお、最高裁判所には最高裁判所調査官や最高裁判所事務総局の幹部職員・局付として裁判官の身分のまま勤務する者が多数いるが、これらの者の身分は最高裁判所の裁判官ではなく、東京高等裁判所または東京地方裁判所に所属する判事または判事補である。

#### 任命
最高裁判所長官は、内閣の指名に基づいて天皇が任命する（憲法6条2項、裁判所法39条1項）。最高裁判所判事は内閣が任命し（憲法79条1項、裁判所法39条2項）、その任免は、天皇がこれを認証する（裁判所法39条3項。このように天皇が認証する官職を認証官という）。
最高裁判所の裁判官は、識見の高い、法律の素養のある年齢40年以上の者の中から任命することとされ、そのうち少なくとも10人は10年以上の判事または高等裁判所長官経験もしくは20年以上の法律専門家（検察官、弁護士、簡易裁判所判事、大学法学部教授、大学法学部准教授）経験を持つ者から登用しなければならない（裁判所法41条）。
実際には、最高裁判所裁判官は、下級裁判所の判事、弁護士、検察官、法学者、行政官・外交官からバランスよく就任するよう配慮されており、前任者と同じ出身母体から指名されることが多い。

#### 任期・定年
最高裁判所の裁判官に任期はなく（ただし、10年ごとの国民審査がある）、70歳に達したときには退官する（憲法79条5項、裁判所法50条）。過去最長の記録は、入江俊郎の18年4か月である。

### 下級裁判所の裁判官

#### 種類
高等裁判所長官
高等裁判所の長たる裁判官である（裁判所法5条2項）。任命資格は次項の判事と同様である（同法42条）。
判事
高等裁判所・地方裁判所・家庭裁判所に配置される裁判官である。
判事は、判事補・簡易裁判所判事・検察官・弁護士・裁判所調査官・司法研修所教官・裁判所職員総合研修所教官・大学の法律学の教授若しくは准教授の職にあって通算10年以上の者の中から任命される（裁判所法42条）。
なお、地方裁判所・家庭裁判所の所長は、独立した官ではなく、判事の中から補される職である（地方裁判所長および家庭裁判所長については、裁判所法29条1項および31条の5により、最高裁判所が命ずる）。
判事補
地方裁判所・家庭裁判所に配置される裁判官である。（少数ではあるが、特例判事補が地方裁判所判事補の身分のまま高等裁判所判事職務代行を命ぜられる事例もある。）
判事補は、司法修習生の修習を終えた者の中から任命される（裁判所法43条）。
判事と異なり、原則として1人で裁判をすることができず、また、同時に2人以上合議体に加わることができず、裁判長になることもできないという職権の制限がある（裁判所法27条、31条の5）。
ただし、判事補で、判事補等の職に5年以上ある者のうち、最高裁判所の指名する者は、いわゆる「特例判事補」として、判事と同等の権限を有するものとされる（判事補の職権の特例等に関する法律1条）。
簡易裁判所判事
簡易裁判所に配置される裁判官である。
（1）高等裁判所長官若しくは判事の職にあった者、（2）判事補・検察官・弁護士・裁判所調査官・裁判所事務官・司法研修所教官・裁判所職員総合研修所教官・法務事務官・法務教官・大学の法律学の教授若しくは准教授の職にあって通算3年以上の者の中から任命されるほか（裁判所法44条）、多年司法事務にたずさわり、その他簡易裁判所判事の職務に必要な学識経験のある者は、簡易裁判所判事選考委員会の選考を経て、簡易裁判所判事に任命されることができる（同法45条）。

#### 任命
下級裁判所の裁判官は、最高裁判所の指名した者の名簿によって内閣が任命する（憲法80条1項、裁判所法40条1項）。
このうち、高等裁判所長官は任免に天皇の認証を受ける認証官である（裁判所法40条2項）。
2003年から、法曹三者6人・学識経験者5人から成る下級裁判所裁判官指名諮問委員会が、最高裁判所の諮問を受けて答申・報告を行う制度が導入されている。

#### 任期・定年
下級裁判所の裁判官の任期は10年であり、任期満了後に再任されることができる（憲法80条1項、裁判所法40条3項）。現在、ほとんどの裁判官が再任されている。
定年は、高等裁判所・地方裁判所・家庭裁判所の裁判官は65歳、簡易裁判所の裁判官は70歳であり、定年に達した時には退官する（憲法80条1項但書、裁判所法50条）。

### 日本の裁判官の人事

#### 人数
裁判所構成法時代の裁判官は、1890年（明治23年）の時点では1,531人であった。
裁判所法施行後の定員は、1947年（昭和22年）の時点で高裁長官8人、判事814人、判事補250人、簡裁判事645人（最高裁の裁判官15人を合わせて1,731人）であったが、その後漸増している。
2013年（平成25年）5月16日現在の定員は、高裁長官8人、判事1,889人、判事補1,000人、簡裁判事806人である（裁判所職員定員法1条）。最高裁判所裁判官15人を含め、3,718人。
2018年現在、最高裁判所を含む全国598か所の裁判所（簡易裁判所を除く）に3060人の裁判官が配置されている。しかしそのうち約150人は「裁判をしない裁判官（最高裁判所事務総局で司法行政に携わる裁判官）」であり、実質約2910人であらゆる事件を審理し判断を下している。
後述の通り日本の裁判官の人数は極度に不足しており、現在の裁判官の定員は本来の必要数の約半数に過ぎないとする意見も上がっている。

#### 報酬
| 裁判官報酬（月額） | 裁判官報酬（月額） | 裁判官報酬（月額） |
| ------------------ | ------------------ | ------------------ |
| （等級）           | （円）             |                    |
| 最高裁長官         | 2,010,000          |                    |
| 最高裁判事         | 1,466,000          |                    |
| 東京高裁長官       | 1,406,000          |                    |
| 他の高裁長官       | 1,302,000          |                    |
| 判事1号            | 1,175,000          |                    |
| 同2号              | 1,035,000          |                    |
| 同3号              | 965,000            |                    |
| 同4号              | 818,000            |                    |
| 同5号              | 706,000            |                    |
| 同6号              | 634,000            |                    |
| 同7号              | 574,000            |                    |
| 同8号              | 516,000            |                    |
| 判事補1号          | 421,500            |                    |
| 同2号              | 387,800            |                    |
| 同3号              | 364,900            |                    |
| 同4号              | 341,600            |                    |
| 同5号              | 319,800            |                    |
| 同6号              | 304,700            |                    |
| 同7号              | 287,500            |                    |
| 同8号              | 277,300            |                    |
| 同9号              | 255,100            |                    |
| 同10号             | 246,200            |                    |
| 同11号             | 239,400            |                    |
| 同12号             | 233,400            |                    |
| 簡裁判事1号        | 818,000            |                    |
| 同2号              | 706,000            |                    |
| 同3号              | 634,000            |                    |
| 同4号              | 574,000            |                    |
| 同5号              | 438,500            |                    |
| 同6号              | 421,500            |                    |
| 同7号              | 387,800            |                    |
| 同8号              | 364,900            |                    |
| 同9号              | 341,600            |                    |
| 同10号             | 319,800            |                    |
| 同11号             | 304,700            |                    |
| 同12号             | 287,500            |                    |
| 同13号             | 277,300            |                    |
| 同14号             | 255,100            |                    |
| 同15号             | 246,200            |                    |
| 同16号             | 239,400            |                    |
| 同17号             | 233,400            |                    |

かつて公務員の中で最も低い部類に属していたが、山口良忠判事の死亡を背景に戦後に引きあがった。
裁判官の給与は在任中減額することができないとされている（憲法80条2項）。
ただし最高裁判所は、2002年9月4日、裁判官会議を経て、国家公務員の月給部分引き下げを求めた人事院勧告に伴い、裁判官の月給についても初めて減額を容認することを決定した。この裁判官給与減額については、憲法80条2項に反し違憲ではないかとの学説もあったが、裁判官会議では、国家財政上の理由などで、やむを得ず立法、行政の公務員も減額される場合、全裁判官に適用される報酬の減額は身分保障などの侵害に当たらず許されるなどとされた。さらに、東日本大震災の震災復興の原資にするとして、2012年2月29日成立した裁判官の報酬等に関する法律の一部を改正する法律により、2012年度から2年間、裁判官給与が減額されることとなった。
なお、裁判官の給与は、最高裁判所規則である「裁判官の報酬以外の給与に関する規則」に基づいての初任給調整手当等の適用対象となる。

#### キャリア・システム
日本の下級裁判所の裁判官は旧司法試験に合格した者か、もしくは法科大学院課程を修了し新司法試験に合格した者で、司法研修所における司法修習を終え法曹資格を得た者の中から、最高裁判所の下級裁判所裁判官指名諮問委員会の審理を経て、判事補として任命される者が多い。日本の憲法上、下級裁判所の裁判官は10年の任期制になっており、初めの10年は、3人の合議体の中で判事補として実務経験を経て、再任時に判事となる。また、最高裁判所は、各部に所属する裁判官のうち1人を「部の事務を総括する裁判官」（部総括判事）に指名する（下級裁判所事務処理規則4条）。
この点、アメリカなどで行われている法曹一元制とは異なるが、裁判所と検察庁では判検交流と呼ばれる人事交流制度があり、裁判官から検察官になる者がいる。また、弁護士任官制度が導入されており、数は少ないが弁護士から裁判官になる者もいる。逆に、裁判官を辞めて弁護士になる者も少なくないが、これらの元裁判官弁護士は、俗に「ヤメ判」弁護士と呼ばれる。

#### 分限制度
最高裁判所は、国家公務員倫理法、最高裁判所規則等に基づき裁判所職員倫理審査会を設置してはいるものの、裁判官の職権行使の独立を保障し、裁判官が行政府の圧力から独立して裁判を行えるよう強固な身分保障が行われていたが、裁判所法、裁判官分限法に加え、2014年の裁判所職員臨時措置法の施行による国家公務員法、国家公務員倫理法の一定の条文の適用により、裁判所の職員に対する規制は強化されることとなった。
ただし1947年に日本国憲法が制定されてからは裁判官に対する減給処分が不可能である状態が継続しており、国外からも批判がある。
憲法上は、免官される場合は以下の場合に限られる。
分限裁判
分限裁判（憲法78条前段、裁判官分限法1条）により、心身の故障のために職務を執ることができないと決定された場合には、免官される。
なお、憲法82条は、裁判の対審及び判決は公開法廷で行うこと、裁判官の全員一致で公の秩序又は善良の風俗を害するおそれがあると決した場合には対審は公開しないで行うことができること、政治犯罪、出版に関する犯罪又はこの憲法第3章で保障する国民の権利が問題となっている事件の対審は、常にこれを公開しなければならないことを定めているが、1998年に最高裁判所大法廷は、裁判官の分限裁判を非公開の手続で行うことは憲法82条1項に違反しないと判決し、これを判例として分限裁判も非公開裁判としている。
分限免官の例としては1958年に長期療養を理由にした神戸家裁判事補、1986年の交際中の女性とともに行方不明になった大阪地裁判事の2例がある。
公の弾劾
（1）職務上の義務に著しく違反し、又は職務を甚だしく怠ったとき、（2）その他職務の内外を問わず、裁判官としての威信を著しく失うべき非行があったときは、国会裁判官訴追委員会による訴追請求及び裁判官弾劾裁判所の弾劾により罷免となる（憲法78条前段、裁判官弾劾法2条）。

#### 欠格
裁判所法第46条により、以下に該当する場合は裁判官になれない。
1. 他の法律の定めるところにより一般の官吏に任命されることができない者
2. 禁錮以上の刑に処せられた者[注釈 3]
3. 弾劾裁判所の罷免の裁判を受けた者

### 日本の裁判官のチェックシステム
裁判官の自由心証主義（民事訴訟法第247条、刑事訴訟法第318条）は、訴訟法上の概念で、事実認定・証拠評価について、裁判官の曖昧で自由な判断・裁量権に委ねることをいい、また裁判所法3条は、裁判所は日本国憲法に特別の定めのある場合を除き一切の法律上の争訟を裁判し、その他法律において特に定める権限を有することを定めており、裁判官は一文のみで法律、憲法を解釈し規定する権限を与えられている。
一方、司法汚職の監視機関の乏しい日本においては、裁判官が誤判、道義違反、違法裁判、違法判決等をしたときや、その判決が最高裁判所判例委員会の審査を経て判例となったときの対処法がほとんどない。
また行政機関は裁判官を懲戒することはできない（憲法78条後段）。

#### 弾劾制度
憲法64条1項、国会法125条以下、及び裁判官弾劾法は、裁判官の罷免の訴追を行うのは、国会の両議院の議員で組織される裁判官訴追委員会であり、訴追を受けた裁判官を裁判するのは、同じく両議院の議員で組織される裁判官弾劾裁判所としている。
弾劾裁判の審理は公開されている。1948年から2024年までの間に、10例の弾劾裁判が行われている。

#### 最高裁判所裁判官国民審査
最高裁判所裁判官は、任命後初めて行われる衆議院議員総選挙の際に最高裁判所裁判官国民審査を受け、その後10年毎に国民審査を受ける（憲法79条2項）。
投票者の多数が罷免を可とした場合は、その裁判官は罷免される（同条3項、最高裁判所裁判官国民審査法）。過去の国民審査では罷免を可とする投票の割合は平均6〜8%前後であり、現在まで国民審査により罷免された裁判官はいない。

#### 裁判官忌避制度
民事訴訟法、刑事訴訟法、行政事件訴訟法、家事事件手続法、非訟事件手続法等が裁判官の忌避制度を定めており、裁判の当事者は、裁判官に対し忌避の申立てを行うことができる。忌避が認められることはほとんどない。

#### 報道
日本の裁判官は詳しい経歴や担当事件が報道されることが少なくマスコミからのチェックを受けていないといわれている。理由として、「世の中を変えるような判決を書く裁判官がいない」「驚きがないから裁判官モノへの読者ニーズがない」などがあげられている。また最高裁判所判事の報道も少ないことも国民審査の形骸化につながっているといわれている。
裁判事件の多い東京地方裁判所の建物内には司法記者クラブが置かれているが、裁判に関する記者会見を行うには申込みが必要であり、開催もまれである。
一方、アメリカでは司法に対する国民の関心が極めて高いため、裁判官の詳しい経歴や担当事件がよく報道され、最高裁判事の人事は扱いが非常に大きい。

### 日本の裁判官の現状
裁判官は建前上、独立して（ここでいう独立とは、人事を支配している最高裁判所事務総局、あるいは最高裁判所、高等裁判所、同僚、直接の上司等からのしがらみ、そして行政などのあらゆる権力から全て独立しているという意味である）、裁判を行うことが憲法に定められているものの、下級裁判所の裁判官についての人事権は最高裁判所が握っており、最高裁判所の意向に反する判決を出すとその裁判官は最高裁判所から差別的処遇（昇進拒否・左遷など）を受ける問題などは、米国の法学界からも指摘されている。
そのことから、日本の裁判所の司法行政は、人事面で冷遇されることを恐れて常に最高裁判所の意向をうかがいながら権力者に都合のよい判決ばかりを書く裁判官（通称：ヒラメ裁判官）が大量に生み出される原因になっていると批判されている。
また、憲法80条1項では、下級裁判所の裁判官の候補者を指名する権限は最高裁判所にあると定められており、裁判官の道を希望する司法修習生たちの中でも最高裁判所の意向にそぐわないと判断された者は裁判官への任官を一方的に拒否されるという問題も指摘されている。また、裁判官は任期が10年であり再任が原則であるが、宮本康昭（宮本判事補再任拒否事件）や井上薫など、再任が拒否された事例もある。
2011年度まで刑事部門の判検交流が行われていたために裁判所と検察庁の癒着が進められ、冤罪判決を作り出す原因の1つになっていると指摘する意見もある。また、裁判官（24年間）と弁護士両方の経験がある秋山賢三によれば、日本の刑事司法の最大の問題点は、起訴事実について「合理的な疑いを超える程度の証明」を必要とする原則が守られておらず、冤罪の温床になっており、自らの能力に自信のあるエリート裁判官ほどその危険性が高いと主張している。
最高裁判所裁判官の人事権は、憲法上は内閣が握っている。

#### 職業裁判官
キャリア裁判官（職業裁判官）はさまざまな立場を実体験として経験する人生経験に乏しいことから、そのような裁判官の下す判決は世間一般の常識と乖離していると批判されたり、「裁判官は世間知らず」と揶揄されたりしている《ことに性犯罪に関しては、市民感覚を逸脱するかのような判決例が散見され、国会に於いても問題として採り上げられている》。また、弁護士側からも、直接当事者と接する機会がなく、他人からの批判を受ける機会に乏しい裁判官は「世間知らず」と指摘する意見がある。これに対して、裁判官側からは、多種多様な事件を扱うことや、地方勤務によって弁護士とは質的に異なる経験を積むことができるなどとする反論もある。

#### 報道の影響
市民感情や報道に影響されず自由心証主義により判決を言い渡すのが裁判官のあるべき姿だが、実際には報道の影響を強く受けているといわれている。例えば、公判が終わると自分が関わっている裁判のテレビニュースを熱心にみる裁判官がいると言われている。

#### 「裁判官は弁明せず」
裁判官には判決に書かれていることが全てであるという「裁判官は弁明せず」という考え方がある。後刻、記者会見に応じたり、メディアの取材に応じたり、自著で説明・釈明をしたりすることはほとんどない。現在ではせいぜい、最高裁長官が就任・退任時や、原則として年1回、憲法記念日を前に会見して司法の課題などについて語ったり、最高裁判事や高裁長官や地裁所長が就任時に抱負を語ったりするくらいであり、審理終了後に審理した個別事件への具体的言及をすることはほとんどない。ある元裁判官は、個別事件へのコメントは判決理由を後から変更するのに等しく、言い訳に過ぎないと取られると述べている。このような姿勢が、司法が国民から遠い存在といわれてしまう要因ではないかという指摘もある。

#### 労働環境
労働環境は極めて悪い。裁判官は1人当たり200-300件の裁判を抱えることもあり、常に仕事に追われている。そのため、1件当たりに割く時間もどうしても少なくなってしまい、判決の内容も杜撰になる傾向がある。鬱や自殺者も増えているという。その最大の原因は、日本では裁判官の定員が極端に少なく制限されている点にあるとされる。日本裁判官ネットワークでは、日本の裁判所を正常に機能させるには少なくとも7,000人の裁判官が必要であるとしているが、前述の通り現在の日本の裁判官の定員はその約半数に過ぎない。

#### 日本の裁判官のシンボル
シンボルは篆書体の「裁」の文字を中央に配した八咫鏡であり、八咫鏡は真実をくもりなく映し出すので裁判の公正を表す。検察官の徽章と検察事務官の徽章は異なるが、裁判所の職員は皆このシンボルを象った徽章を使用している（裁判官が金メッキを用いるなど、細部が裁判官とその他の職員とで異なる）。
1949年（昭和24年）、最高裁判所は裁判官の制服に関する規則（最高裁判所規則）を設置し、裁判官は黒い制服（法服）を着用することとなった。これは「黒はどんな色にも染まらない」≒「どんな意見や圧力にも左右されない」という意味がある。女性用の法服にはリボンを付けることができる。

### 裁判官を題材にした作品
- 家栽の人 - 家庭裁判所裁判官が主役の青年漫画。
- それでもボクはやってない - 痴漢冤罪を通して日本の刑事裁判を描いた映画であるが、裁判の進行がリアルに描かれ、二人の正反対のタイプの裁判官が登場する。
- ジャッジ 〜島の裁判官奮闘記〜 - 小さな島の地家裁支部長となった裁判官を主役とするテレビドラマ。
- BOX 袴田事件 命とは - 無実を確信した裁判官が、推定無罪の原則からも無罪を出そうとするが、合議制がそれを邪魔して結局死刑を判決してしまう。そんな裁判官の苦悩を描いた実話映画。
- イチケイのカラス - 特例判事補である刑事裁判官が主人公の漫画。

## アメリカ合衆国の裁判官
アメリカ合衆国では裁判官の俸給の中央値は年収101,690ドルであり、連邦裁判所の裁判官は年収208,000ドルから267,000ドルまでであり、職業的な裁判官は往々にして高給を享受する。

### 制度
アメリカ合衆国の裁判制度は、大きく、連邦裁判所と州裁判所に分けることができ、それぞれ、アメリカ合衆国憲法および各州の憲法をそれぞれ中心とする法制度により規律されている。各裁判所の裁判官となる要件はそれぞれまちまちであるが、一般に、裁判官は、原則として、選挙ないしは特定の地位にある者による任命に基づいて選任される。弁護士などの法曹資格を有している者が選出されることが多いが、一般には必ずしも法曹資格は要件とされていない。
また、行政聴聞手続を担当する者として、連邦および各州の双方において、行政法審判官（Administrative Law Judge）の職が設けられており、行政機関の決定に対する不服の審査などを担当している。

### 連邦裁判所裁判官
連邦裁判所には、一般的な司法裁判所である連邦地方・控訴・最高の各裁判所があるほか、特別な事物管轄を有する裁判所として、連邦倒産・租税・国際通商・巡回控訴・請求・軍事控訴の各裁判所がある。このうち、連邦倒産・租税・請求裁判所を除く各連邦裁判所については、アメリカ合衆国憲法第3条の規定に服することから、その任命はアメリカ合衆国大統領によってなされ、任期は原則として終身とされており、連邦議会による弾劾の手続で認められなければ解職されない。連邦倒産・租税・請求・軍事控訴の各裁判所についてはアメリカ合衆国議会の立法権の行使により設立された裁判所として理解されており、その裁判官については、それぞれの立法により、選出方法・任期が定められている。
連邦裁判所の頂点に立つ連邦最高裁判所の裁判官は、長である最高裁判所長官1名と陪席裁判官8名のあわせて9名を定員とする。連邦最高裁判所の判事となるために必要な資格は特に定められておらず、法曹資格を持たない者であっても構わない。ただし、現在までのところ、法曹資格を持たない者が任命された例はない。また、連邦最高裁判所の判事の候補者は上院による厳格な審査を受け、少なくとも上院全体の過半数の承認を得られなければ、実際に判事として任命されることはない。
一般的な司法裁判所としての連邦下級裁判所は12の連邦控訴裁判所（このほかに巡回控訴裁判所がある）と94の連邦地方裁判所があり、各下級裁判所の裁判官定員は連邦議会が制定した法律により規定されている。
連邦租税裁判所・連邦請求裁判所・軍事控訴裁判所の裁判官は、他の連邦裁判所同様、大統領が上院の助言と同意を受けて任命するが、任期は15年とされている。また、連邦倒産裁判所の裁判官は任期14年で各連邦控訴裁判所が任命する。

### 州裁判所裁判官
アメリカ合衆国の州裁判所の裁判官の選任方法は、各州の憲法により通常規定されており、州ごとによって異なる。通常は特定の年数の任期が定められている。選任方法について大別すると以下のとおりとなる。また、州の最高裁判所などの上位裁判所の裁判官と、下級裁判所の裁判官の選任方法に違いを設けている場合がある。
- 政党が関与する選挙による選出（アラバマ州など8州）
- 政党色を出さない選挙による選出（アーカンソー州など15州）
- 州議会による選出（コネチカット州など5州）
- 州知事による任命（州上院の承認等を要する場合がある）（デラウェア州など8州）
- 選定委員会が絞った候補中から州知事が任命など（ミズーリ州など14州）

## ドイツの裁判官

### 資格制度
ドイツにおいては、法曹となる資格を得るためには、大学で3年半以上の期間、法学について履修した上で、第1次の国家試験を受験し、2年間の修習生を経て、第2次の国家試験に合格する必要がある。

### 州公募制度
裁判官は各州の公募により採用されている。法曹資格の授与は州の権限であるが、いずれかの州で資格を得れば、どの州でも裁判官となることができる。採用当初の3年から5年間は試用裁判官として身分保障が制限されている。その後、ポストに空きがある場合には公募に応じることで終身裁判官に任命される。

### 昇進試験制度
裁判官も政党に所属ないしは政党を支持していることが珍しくない。州の地方裁判所の裁判長となるためには、さらに、別途の能力認定試験をクリアする必要がある。

## 装束
英国の服装は1635年の裁判官規則（Judges Rules）に定められている。
- かつら (装身具) - 英国と英国植民地の過去を持つ国の裁判所で、法廷弁護士と裁判官が身に着ける。
- バンド (首装備)（英語版） - 裁判官や弁護士、学者、聖職者が身に着ける。
- ガベル (槌) - 裁判官が持つ儀礼槌